# Bonfim do Piauí
Bonfim do Piauí là một đô thị thuộc bang Piauí, Brasil. Đô thị này có diện tích 293,593 km², dân số năm 2007 là 5189 người, mật độ 17,67 người/km².